# Boophis spinophis
Boophis spinophis is een kikker uit de familie gouden kikkers (Mantellidae). De soort werd voor het eerst wetenschappelijk beschreven door Frank Glaw, Jörn Köhler, Ignacio De la Riva, David Vieites en Miguel Vences in 2010. De soort behoort tot het geslacht Boophis.

## Leefgebied
De kikker is endemisch in Madagaskar. De soort is gevonden in het zuidoosten van het eiland op een hoogte van 915 meter boven zeeniveau.